# Alejandro Pareja González
Alejandro Pareja Gonzálezes un deportista español que compitió en vela en la clase Europe. Ganó una medalla de plata en el Campeonato Mundial de Europe de 2019.

## Palmarés internacional
| Campeonato Mundial | Campeonato Mundial    | Campeonato Mundial | Campeonato Mundial |
| Año                | Lugar                 | Medalla            | Clase              |
| ------------------ | --------------------- | ------------------ | ------------------ |
| 2019               | Puerto Balís (España) | Medalla de plata   | Europe             |